# Mirabilia Urbis Romae

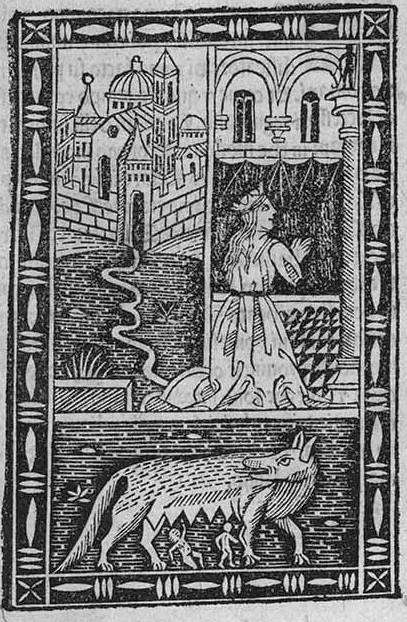
Illustrazione tratta da un Mirabilia urbis Romae del 1499

I Mirabilia Urbis Romae sono un insieme di centinaia di manoscritti, incunaboli e libri in latino e nelle lingue europee moderne che descrivono notevoli opere edilizie e monumenti storici della città di Roma. Quasi tutti erano intesi come guide di viaggio per pellegrini e visitatori. Prima del XIV secolo, tuttavia, il testo centrale sembra essere servito come censimento del patrimonio edilizio della città, il decus Urbis. Questa eredità rappresentava la forza di Roma e il potere delle istituzioni che la controllavano.
La prima compilazione nella tradizione dei Mirabilia, prodotta tra il 1140 e il 1143, è opera di un canonico della Basilica di San Pietro in Vaticano di nome Benedetto.

## Contesto e contenuto originale
I Mirabilia di Benedetto (anche se non avevano ancora questo titolo) costituiscono una parte del suo Liber Polypticus, che contiene anche inventari papali e un altro censimento delle opere edilizie romane, il Curiosum urbis Romae, a cui i Mirabilia somigliano. I Mirabilia iniziano con la descrizione delle mura di Roma, con i particolari delle torri, delle fortificazioni e delle porte; poi archi di trionfo, colli, terme, edifici antichi, teatri, luoghi legati al martirio dei santi; quindi ponti, cimiteri e alcuni importanti monumenti antichi e racconti storici. Segue un itinerario dal Vaticano a Trastevere, anche se la guida si concentra quasi esclusivamente sui monumenti antichi. In altre parole, descrive il patrimonio antico della città, non tutti i punti di interesse.
Questo nucleo si correla con i concetti tardo-antichi di decus (decoro) e ornatus (ornamento), usati per descrivere le infrastrutture e i monumenti di Roma che erano protetti dai saccheggi e che rappresentavano il potere politico dei governanti dell'Urbe. Mentre la compilazione di Benedetto è strettamente legata al papato, a lungo amministratore dei monumenti e delle infrastrutture di Roma, altre versioni di poco successive sembrano provenire invece dall'ambito del Senato romano, l'istituzione chiave del comune medievale che allora esercitava il controllo di gran parte della città. Nessuna delle prime versioni ha un chiaro collegamento con il pellegrinaggio o il viaggio.

## Assemblaggi e trasformazioni
A partire dal XIV secolo, una rielaborazione dei Mirabilia, denominata Historia et descriptio urbis Romae, cominciò ad apparire in combinazione con le Indulgentiae ecclesiarum urbis Romae, incentrate sulle chiese di Roma, e con le Stationes ecclesiarum urbis Romae, che includevano un calendario con l’elenco delle messe nelle varie chiese romane. Questi assemblaggi erano chiaramente destinati ai pellegrini.
La prima importante opera stampata fu compilata intorno al 1475 con il titolo Mirabilia Romae velpotius Historia et descriptio urbis Romae. Per l’anno giubilare del 1500, gli stampatori romani sfornarono edizioni in latino, italiano, tedesco, francese e spagnolo. Mentre le edizioni precedenti includevano resoconti fantasiosi della storia antica e identificazioni errate dei soggetti della statuaria, le conoscenze accumulate dagli umanisti del Rinascimento permisero una resa sempre più fondata e realistica del passato di Roma. Sebbene le guide ora includessero sia i monumenti antichi che quelli cristiani, si fermavano a descrivere le opere d’arte e di architettura recenti.
Alcuni autori si proposero di sostituire i Mirabilia con nuove opere originali. Tra questi Leon Battista Alberti con la sua Descriptio urbis Romae, scritta intorno al 1433. Un altro fu Flavio Biondo con De Roma instaurata, scritta nel 1444 e circolata in manoscritto; fu stampata nel 1481.
L’attenzione della critica moderna è stata attirata per la prima volta sulle diverse versioni dei Mirabilia Urbis Romae dall'archeologo della Roma cristiana del XIX secolo, Giovanni Battista de Rossi.